# Европейский маршрут E56
Европейский маршрут Е56 — европейский автомобильный маршрут категории А, соединяющий города Нюрнберг (Германия) и Заттледт (Австрия). Длина маршрута — 330 км.

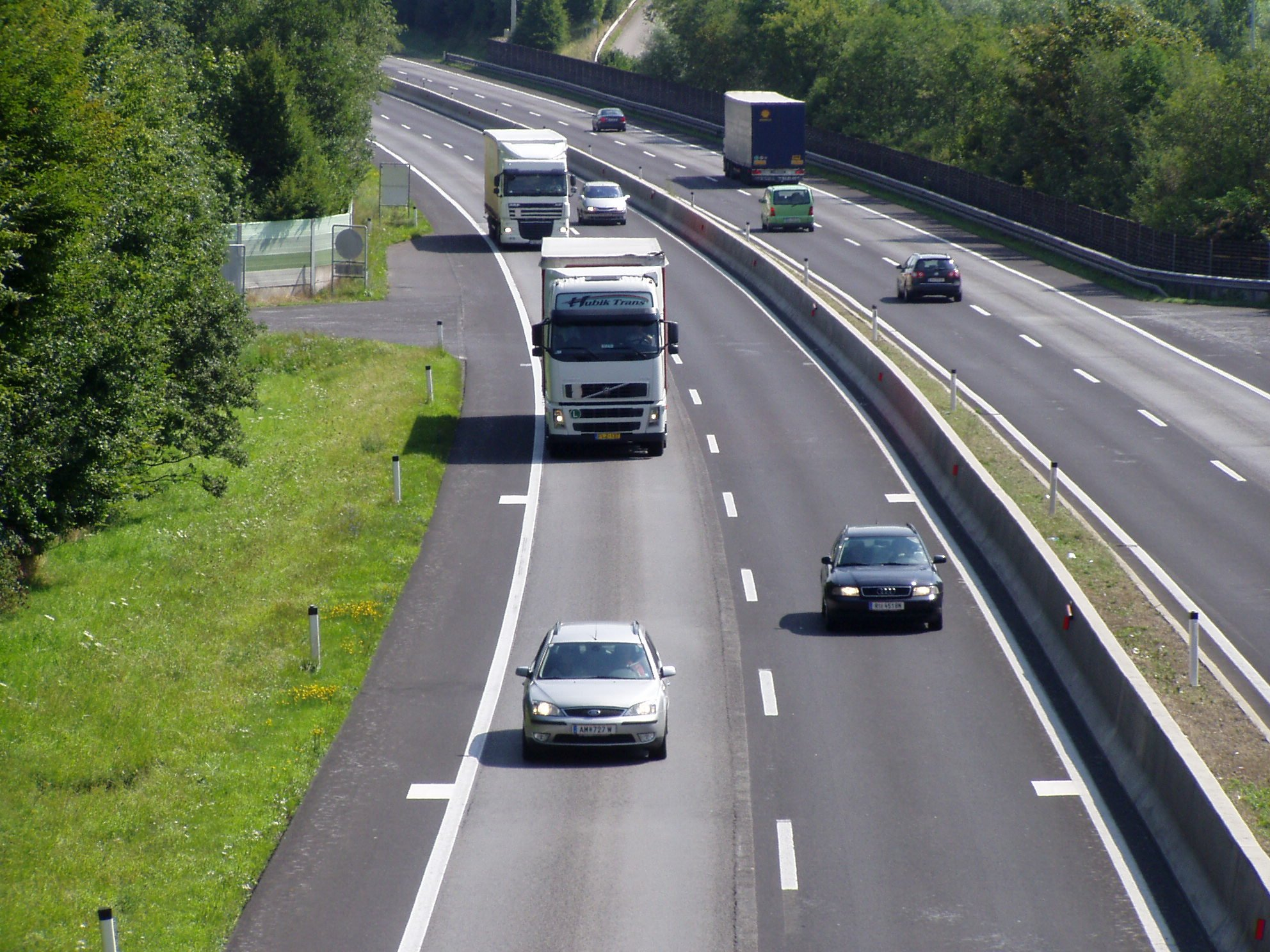

## Города, через которые проходит маршрут
Маршрут Е56 проходит через две европейские страны:
- Германия: Нюрнберг — Регенсбург — Деггендорф — Пассау —
- Австрия: Рид — Вельс — Заттледт

Е56 пересекается с маршрутами:
| - E45 - E50 - E51 |  | - E552 - E57 |